# Okręg wyborczy nr 19 do Sejmu Rzeczypospolitej Polskiej (1991–1993)
Okręg wyborczy nr 19 do Sejmu Rzeczypospolitej Polskiej (1991–1993) obejmował województwo gorzowskie i pilskie. W ówczesnym kształcie został utworzony w 1991. Wybieranych było w nim 10 posłów w systemie proporcjonalnym.
Siedzibą okręgowej komisji wyborczej był Gorzów Wielkopolski.

## Wybory parlamentarne 1991
Głosowanie odbyło się 27 października 1991.
| Komitet wyborczy                                      | Komitet wyborczy                                                  | Głosów | %     | Mandaty | Wybrani posłowie                    |
| ----------------------------------------------------- | ----------------------------------------------------------------- | ------ | ----- | ------- | ----------------------------------- |
|                                                       | Sojusz Lewicy Demokratycznej                                      | 41 697 | 16,12 | 2       | Marek Borowski, Tadeusz Jędrzejczak |
|                                                       | Unia Demokratyczna                                                | 37 135 | 14,36 | 1       | Zygmunt Kufel                       |
|                                                       | Polskie Stronnictwo Ludowe Sojusz Programowy                      | 31 248 | 12,08 | 1       | Zenon Witt                          |
|                                                       | Wyborcza Akcja Katolicka                                          | 25 891 | 10,01 | 1       | Jerzy Hrybacz                       |
|                                                       | Niezależny Samorządny Związek Zawodowy „Solidarność”              | 16 222 | 6,27  | 1       | Stanisław Sobański                  |
|                                                       | Porozumienie Ludowe                                               | 14 306 | 5,53  | 1       | Wacław Niewiarowski                 |
|                                                       | Konfederacja Polski Niepodległej                                  | 13 218 | 5,11  | 1       | Robert Tromski                      |
|                                                       | Porozumienie Obywatelskie Centrum                                 | 12 759 | 4,93  | 1       | Józef Orzeł                         |
|                                                       | Chrześcijańska Demokracja                                         | 11 948 | 4,62  | 1       | Józef Hermanowicz                   |
|                                                       | Kongres Liberalno-Demokratyczny                                   | 11 459 | 4,43  | –       |                                     |
|                                                       | Stronnictwo Demokratyczne                                         | 9841   | 3,81  | –       |                                     |
|                                                       | Partia Chrześcijańskich Demokratów                                | 6065   | 2,35  | –       |                                     |
|                                                       | Unia Polityki Realnej                                             | 5731   | 2,22  | –       |                                     |
|                                                       | Partia Wolności                                                   | 4780   | 1,85  | –       |                                     |
|                                                       | Polska Partia Ekologiczna – Zieloni                               | 4205   | 1,63  | –       |                                     |
|                                                       | Zdrowa Polska – Sojusz Ekologiczny                                | 3922   | 1,52  | –       |                                     |
|                                                       | Koalicja Polskiej Partii Ekologicznej i Polskiej Partii Zielonych | 2829   | 1,09  | –       |                                     |
|                                                       | Wyborczy Blok Mniejszości                                         | 1481   | 0,57  | –       |                                     |
|                                                       | Stronnictwo Narodowe                                              | 1467   | 0,57  | –       |                                     |
|                                                       | Blok Ludowo-Chrześcijański                                        | 1238   | 0,48  | –       |                                     |
|                                                       | Polski Związek Zachodni                                           | 1178   | 0,46  | –       |                                     |
| Frekwencja: 41,96% Źródło: Państwowa Komisja Wyborcza |                                                                   |        |       |         |                                     |